# 三河安藤氏
安藤氏（あんどうし）は、武家・華族だった日本の氏族。三河国の土豪だった松平氏に仕え、江戸時代には紀州徳川家の付家老家（維新立藩で紀伊田辺藩主家）や譜代大名の磐城平藩主家を出し、維新後には前者は華族の男爵家、後者は華族の子爵家に列せられた。

## 嫡流（紀州藩付家老→田辺藩主→男爵家）
安藤家重の代に松平広忠（徳川家康の父）に仕えた。家重の子の安藤基能は元亀3年（1572年）の三方ヶ原の戦いで武田軍相手に戦死した。
基能の嫡男安藤直次は、家康の側近として活躍し、慶長15年（1610年）に徳川頼宣（長福丸）の傅に任じられ、元和3年（1617年）には、遠州掛川城主となり、掛川藩2万石の所領を与えられた。元和6年（1620年）に頼宣が紀伊国に移ると、直次も同国田辺城に3万8000石に移封され、以降代々付家老家となり、明治維新まで続いた。
最後の田辺城主安藤直裕は、王政復古後の慶応4年・明治元年（1868年）1月24日付けで紀州藩から独立しての維新立藩を許されて紀伊国田辺藩主となった。
明治2年（1869年）6月17日の行政官達で公家と大名家が統合されて華族制度が誕生すると安藤家も大名家として華族に列した。明治17年（1884年）7月7日の華族令の施行で華族が五爵制になると、同月8日に「一新後に華族に列せられたる者」として直行が男爵に列せられた。
直行の子で爵位を継いだ直雄は貴族院の男爵議員に当選して務めた。
直雄の息子の直義の代に安藤男爵家の邸宅は東京府東京市杉並区荻窪にあった。

### 歴代当主
1. 安藤直次
2. 安藤直治
3. 安藤義門
4. 安藤直清
5. 安藤直名
6. 安藤陳武
7. 安藤陳定
8. 安藤雄能
9. 安藤次由
10. 安藤寛長
11. 安藤次猷
12. 安藤道紀
13. 安藤直與
14. 安藤直則
15. 安藤直馨
16. 安藤直裕
17. 安藤直行

## 重信系（磐城平藩主→子爵家）
直次の弟（基能の次男）安藤重信は、元和5年（1619年）にそれまでの領地である下総国小見川2万石から加増移封されて、上野国高崎5万6000石の藩主となった。さらに備中松山藩、加納藩と転封を繰り返し、宝暦6年（1756年）の陸奥国平藩への移封で以降は廃藩置県まで同地で固定された。
幕末期の藩主安藤信正（信睦・信行）は、幕府老中となり、和宮親子内親王の将軍徳川家茂への降嫁を進めるなど公武合体による幕府権力回復を企んだことで尊皇攘夷派の反発を受け、婚儀直前の1月15日に坂下門外の変で水戸浪士の襲撃で負傷したをのきっかけに4月に老中を辞し、8月には在任中に不正を行ったとの罪状で隠居・永蟄居、2万石減封に処せられた。さらに戊辰戦争で隠居の身のまま奥羽越列藩同盟に与したことで戦後王師に抗した罪状で謹慎処分を受けて明治4年に死去した。
戊辰戦争当時の藩主信勇（内藤正誠の子）も王師に抗した罪で謹慎となったが、まもなく赦免されて明治2年（1869年）8月4日には磐城平藩知事に任じられた。明治4年（1871年）7月15日の廃藩置県まで務めた。
明治2年（1869年）6月17日の行政官達で公家と大名家が統合されて華族制度が誕生すると安藤家も大名家として華族に列した。明治17年（1884年）7月7日の華族令の施行で華族が五爵制になると、同月8日に旧小藩知事として当時の当主信守が子爵に列せられた。
有馬頼萬伯爵の子安藤信昭が2代子爵安藤信篤の養子に入って爵位を継いだ。彼は宮内省の官僚を務めるとともに貴族院の子爵議員に当選して務めた。彼の代に安藤子爵家の住居は東京市杉並区高円寺にあった。

### 歴代当主
1. 安藤重信
2. 安藤重長
3. 安藤重博
4. 安藤信友
5. 安藤信尹
6. 安藤信成
7. 安藤信馨
8. 安藤信義
9. 安藤信由
10. 安藤信正
11. 安藤信民
12. 安藤信勇
13. 安藤信守
14. 安藤信篤
15. 安藤信昭
  - 安藤信和 - 16代当主（霞会館会員）、信昭の実子。
  - 安藤綾信 - 安藤家御家流16世宗家、分家出身で信昭の養子。

## 阿久和安藤家
基能の弟（家重の五男）安藤定次は、旗本として相模国鎌倉郡阿久和村に知行をもらい受け、以後代々続いた。